# Кенсингтон (Мериленд)
Кенсингтон (енгл. Kensington) град је у америчкој савезној држави Мериленд.

## Демографија
По попису из 2010. године број становника је 2.213, што је 340 (18,2%) становника више него 2000. године.
| Група             | 2000.         | 2010.         |
| Белци             | 1.629 (87,0%) | 1.739 (78,6%) |
| Афроамериканци    | 47 (2,5%)     | 136 (6,1%)    |
| Азијати           | 55 (2,9%)     | 126 (5,7%)    |
| Хиспаноамериканци | 87 (4,6%)     | 142 (6,4%)    |
| Укупно            | 1.873         | 2.213         |